# Евгений Викторович Налимов
Евгений Викторович Нали́мов е изтъкнат руски програмист, създател на алгоритми за генериране на ендшпилни таблици в шахмата, известни с неговото име.
Роден е на 23 февруари 1965 година в Новосибирск, РСФСР. През 1989 г. завършва Механико-математическия факултет на Новосибирския държавен университет. Има магистърска степен от университета. Работил е като програмист в Института по информационни системи СБ РАН в Новосибирск. Започва дисертация за докторска степен, но не я завършва. От 1997 г. живее в САЩ и работи за Майкрософт в Редмънд.
В свободното си време от основната работа Налимов се занимава със създаването на програми за шах. Неговата шахматна програма е шампион на СССР през 1991 г. Започвайки през 1998 г., той създава програма-генератор на шахматни окончания. Образуваната таблична база от данни включва много различни завършеци на шахматната игри. За работата си Налимов получава награда ChessBase на срещата ChessBase в Маастрихт през 2002 г. 